# Zona Metropolitană Iași
Zona Metropolitană Iași este o zonă metropolitană din județul Iași, Moldova, România ce cuprinde municipiul Iași și 26 comune învecinate acestuia, constituită în scopul creării de noi oportunități de afaceri, al construcției și amenajării de locuințe și locuri de recreere, al, atragerii de investiții mai consistente, și al coordonării mai bune a proiectelor de mediu și infrastructură.
În toamna anului 2002, Președintele Consiliului Județean Iași și Primarul Municipiului Iași, pe baza unei propuneri tehnice a arhitecților șefi ai celor două instituții, au solicitat Programului Governance Reform and Sustainable Partnerships (GRASP) asistență în constituirea Zonei Metropolitane Iași.
În contextul presiunilor multiple provenind din schimbarea sistemului social-economic, de planificare și implementare a dezvoltării, precum și a distorsiunilor și nevoilor variate atât în mediul urban, cât și în zonele rurale adiacente Municipiului Iași, Consiliul Județean Iași și Primăria Municipiului Iași au decis să răspundă provocării și să abordeze constituirea unui parteneriat între unitățile administrativ-teritoriale în zona de dezvoltare Iași.
Oportunitatea pe care s-a bazat această abordare a fost programul GRASP, Governance Reform and Sustainable Partnerships, finanțat de către Agenția pentru Dezvoltare Internațională a Statelor Unite (USAID) și implementat de către Development Alternatives Inc. (DAI) și Academy for Educational Development (AED) în perioada mai 2003 – noiembrie 2004.
O echipă alcătuită din peste 100 de factori de decizie și specialiști din administrația publică locală și centrală, serviciile publice, sectorul de afaceri, sectorul academic, organizații neguvernamentale, din specialiști și consultanți ai Programului GRASP, pornind de la necesitatea armonizării proceselor de dezvoltare și a consolidării avantajelor competitive a aglomerării urbane Iași, a făcut posibilă prin instrumentarea unui angrenaj complex de parteneriate inițierea unui pol de dezvoltare regională în nord-estul României, la viitoarea graniță a Uniunii Europene – Zona Metropolitană Iași.

În 8 Aprilie, 2004 Consiliul Județean Iași, Municipiul Iași și 13 comune înconjurătoare au semnat, pe baza obiectivelor comune identificate în dezvoltare și în scopul construirii parteneriatelor adecvate pentru atingerea acestor scopuri, actul de constituire a Zonei Metropolitane Iași și au alcătuit Consiliul Metropolitan Iași, ca organ legislativ al asociației din care făceau parte Primarii tuturor unităților administrativ-teritoriale asociate. Cadrul legal care susținea această abordare era alcătuit din Legea 350/2001 privind amenajarea teritoriului și urbanismul, Legea 351/2001 privind aprobarea Planului de amenajare a teritoriului național, Ordonanța 53/2002 privind Statutul – cadru al unității administrativ-teritoriale, precum și Ordonanța 26/2000 cu privire la asociații și fundații.
Zona metropolitană Iași a fost prima zonă metropolitană din România, constituită la 8 aprilie 2004, cuprinzând inițial, pe lângă municipiul Iași, și comunele Aroneanu, Bârnova, Ciurea, Holboca, Lețcani, Miroslava, Popricani, Rediu, Schitu Duca, Tomești, Ungheni, Valea Lupului și Victoria. Ulterior, alte 13 comune au devenit membre active ale asociației metropolitane: Comarna, Costuleni, Dobrovăț, Golăiești, Grajduri, Mogoșești, Movileni, Prisăcani, Românești, Scânteia, Țigănași, Țuțora și Voinești.
Conform INSSE, la 1 iunie 2023 populația zonei metropolitane Iași era de 610.937 locuitori.